# Ільдана (телеканал)
ТРК «Ільдана» — приватний регіональний телеканал, що здійснює телемовлення у Черкасах та Черкаській області.
Вперше почав мовити в 1997 році. 19 грудня 2018 телеканал розпочав власного мовлення в МХ-5.

## Програми
- Новини Черкащини
- Юридичні новини
- Прогноз погоди